# 台灣萍蓬草
臺灣萍蓬草（學名：Nuphar shimadae）為睡蓮科萍蓬草屬的植物，台灣特有種，英文名Yellow Water Lily，中文俗名又叫萍蓬草、黃睡蓮、水蓮花、孤戀花、河骨、台灣川骨或白蘭地酒瓶。目前面臨瀕臨絕種的情況。
睡蓮科多年生浮葉性水生植物。最早的分類是和睡蓮同屬於睡蓮屬（Nymphaea），之後分類到萍蓬草屬，是睡蓮科中唯一沒有熱帶種類的一個屬，也是萍蓬草類分佈的最南限。

## 發現歷史
最初為日本植物學者島田彌市（Y. Shimada）於1915年在新竹縣新埔所採獲。後來日本植物學者早田文藏（B. Hayata）於1916年在台灣植物圖譜（Icones Plantarum Formosanarum）中發表為新種，為了紀念採集者，便將種名命名為Shimadai。目前最初的模式標本（Isotype）保存在中華民國行政院農業委員會林業試驗所植物標本館中。

## 特徵

### 花
台灣萍蓬草的花期是一年四季，花朵有圓形的花梗，具有白色的長柔毛; 花朵的最外圍是帶綠色或暗紅色的萼片，花萼五枚，萼片約1.6公分長，0.8-1.2公分寬；往內一輪是花瓣，花瓣不甚明顯，花瓣為線形，約10枚，黃色，約5-6公厘長，1.5-2公厘寬，長相和雄蕊相近; 花瓣的內側即是雄蕊，約30枚，黃色，花藥約3公厘長，花絲約7公厘長，花藥明顯，和花瓣明顯區分開來; 中心的柱頭在頂端平展成盤狀，6-10裂，有些種類完全合生，紅色，柱頭下方到子房的部位則會縮小像瓶頸一般，但有些種類則沒有。

### 葉
浮水葉近於圓形，浮水葉，基部有一個Ｖ形的缺刻，約10-12公分長，7-10公分寬，下表面具有許多短毛；葉柄橫切面呈三角形，在基部有擴大成翼狀。

### 果實與種子
果實為壺形，約2公分長，寬度1.5公分。種子卵形，草綠色，狀似綠豆，長約3-4公厘，2公厘寬。

### 根、莖
台灣萍蓬草的根莖肥厚，呈圓筒狀，地下莖約在水底爛泥下一公尺深橫走，直徑可以到二公分，老熟的地下莖呈白色，直徑約三公分。

## 分布
臺灣萍蓬草分布在台灣中、北部低海拔沼澤或水池中，但因人為的開發建設使其瀕臨絕種。在臺北木柵動物園及宜蘭縣員山鄉的福山植物園可發現臺灣萍蓬草。在桃園一帶的少數池塘中也能發現。
由於台灣萍蓬草為台灣特有種及其瀕臨絕種的現況，因而被荒野保護協會選為代表其組織精神的象徵。